# Женский Тур Норвегии TTT
Женский Тур Норвегии TTT (англ. Ladies Tour of Norway TTT) — шоссейная однодневная велогонка, проходившая по территории Норвегии в 2018 году.

## История
В 2018 году организаторы многодневной велогонки Женский Тур Норвегии, проходящей в рамках Женского мирового тура UCI, организовали данную гонку которая была сразу включена в календарь Женского мирового тура UCI.
Форматом проведения новой гонки была выбрана командная гонка. А сама гонка стала второй в подобном формате в календаре Женского мирового тура UCI после шведской Опен Воргорда TTT.
Гонка была проведена всего один раз накануне основного Тура и прошла по маршруту из Аремарка в Халден. Протяжённость дистанции составила 24,3 км.

## Призёры
| Год  | Победитель | Второй           | Третий        |
| ---- | ---------- | ---------------- | ------------- |
| 2018 | Sunweb     | Mitchelton-Scott | Cervélo Bigla |